# Elena Horvat
Elena Horvat, född den 4 juli 1958 i Luizi-Călugăra i Rumänien, är en rumänsk roddare.
Hon tog OS-guld i tvåa utan styrman i samband med de olympiska roddtävlingarna 1984 i Los Angeles.